# Díptico Queriniano
El díptico Queriniano es un díptico de marfil de 25,5 x 26,8 x 26 cm que data de inicios del siglo V, conservado en el Museo de Santa Giulia de Brescia.
Adquirida por el cardenal Ángel María Querini durante el siglo XVIII, la obra fue legada al Museo de la Era Cristiana en el siglo XIX y luego entró definitivamente en el catálogo de obras del museo.

## Historia
Los dos paneles, como lo demuestran la afinidad compositiva de las figuras y el fondo arquitectónico, debieron formar parte de una única obra, tal vez un cofre destinado a contener regalos o un auténtico díptico. 
La obra, desconocida en la literatura artística antigua, pasó a formar parte, mediante compra, de la colección de Ángel María Querini durante la primera mitad del siglo XVIII. El panel de la izquierda ya estaba contenido en el rico marco de cobre dorado, que en el reverso lleva grabado el nombre de Pietro Barbo, que vivió en el siglo XV y, evidentemente, un anterior propietario de la obra. Para completar el díptico, Querini hizo crear un marco similar para el panel de la derecha. Junto con todas las demás piezas reunidas por el culto cardenal durante su vida, pasó, por legado, al municipio de Brescia en 1755. 
Expuesto por primera vez en el Museo de la Era Cristiana, inaugurado en algunas salas del extinto monasterio de Santa Julia a principios del siglo XIX, encuentra aquí una posición estable. Con la inauguración del Museo de Santa Giulia en 1998, el díptico encontró su lugar definitivo en el sector "Coleccionismo y artes aplicadas", en las vitrinas dedicadas a la Colección Querini. 

## Descripción y estilo
Los dos paneles del díptico presentan representaciones mitológicas de sujetos amorosos, identificados con Diana y Endimión a la izquierda y Fedra e Hipólito a la derecha. Cada pareja se inserta en un similar contexto arquitectónico con un arco sostenido por dos columnas con capiteles corintios, en cuyo interior, a modo de coronación, se encuentra una concha.  Entre las dos parejas hay un cupido alado.
Es probable que los dos relieves sean obra de artistas diferentes: el tallador del panel con Fedra e Hipólito aparece más ligado al clasicismo, con Hipólito desnudo excepto la lanza y coturnos, con un perro de caza a sus pies, leyendo la carta de amor de Fedra, que espera levemente reclinada con atención, mientras que el panel con Diana y Endimión se caracteriza por un arte posterior y más rígido, propio del siglo V. 
El tema de este último es incierto, porque normalmente se representa a Endimión desnudo y durmiendo y a Diana-Selene con una túnica larga y drapeada. Es más plausible que los personajes sean en realidad "Venus y Eneas" en el encuentro descrito en la Eneida. De hecho, el hombre está representado vestido con el típico tocado troyano, el gorro frigio, la lanza y el escudo, atributos guerreros, no aptos para el pastor Endimión. La mujer está vestida como una cazadora, con túnica corta y coturnos, pero su cabello está recogido sobre la cabeza en el típico lazo de Venus (otros ejemplos son la estatua de la Venus Capitolina y la Venus Landolina), por lo que debe identificarse con Venus disfrazada de ninfa cazadora, que consuela a su hijo, quien acaba de naufragar en las costas norteafricanas, como lo describe Virgilio en el Libro I de la Eneida. El cupido de frente entre ambos porta dos coronas de mirto para cada uno, utilizadas por los romanos para la ovación, una especie de triunfo menor, que se cree que es un regalo de Venus a su vástago, quizás en referencia a una ovación real celebrada en el siglo V. Esta interpretación conecta a las dos parejas como ejemplos de dos amores diferentes, el maternal de Venus, madre de Eneas, amor legítimo y correspondido (el cupido corona a ambos personajes) y por tanto fuente de prosperidad, y el pasional de Fedra, amor ilícito y no correspondido (el cupido de perfil con arco sólo traspasa a Fedra con su flecha) lo que será fuente de desgracias para ambos personajes.